# فرتروده
فرتروده (به آلمانی: Fretterode) یک شهر در آلمان است که در آیشسفلد واقع شده‌است. فرتروده ۱۷۶ نفر جمعیت دارد.